# THE ROOM 閉ざされた森
『THE ROOM 閉ざされた森』（原題：The Living and the Dead）は、2006年制作のイギリス映画。サイモン・ラムリー監督作品。

## あらすじ
精神疾患を患っているジェイムズは、病気で寝たきりの母親の世話をしようとするも母親に拒否される。ある日父親が家の売却の商談に出かけた際に、ついにジェイムズの歪んだ愛情は一線を越えてしまう…。

## キャスト
- レオ・ビル：ジェイムズ
- ロジャー・ロイド＝パック：ドナルド
- ケイト・フェイ：ナンシー
- サラ・ボール：看護婦メアリー
- ネイル・コンリッチ：警察官

## 受賞歴
2006年オースティン・ファンタスティック映画祭にて男優賞(レオ・ビル)、監督賞、メイクアップ賞、撮影賞、助演女優賞(ケイト・フェイ)を受賞。
同じく2006年シッチェス・カタロニア国際映画祭にて新人監督賞を受賞。